# Novembre 1812

## Événements
- Prise de Médine par le corps expéditionnaire égyptien mené par Toussoun Pacha, fils de Méhémet Ali[1]. Le pèlerinage à La Mecque supprimé en 1803 par les Wahhabites est rétabli.

- 2 novembre : Soult reprend Madrid[2]. Wellington se replie sur le Portugal.

- 3 novembre : victoire russe à la bataille de Viazma[3].

- 5 novembre : élection présidentielle américaine de 1812. Le républicain démocrate James Madison obtient un second mandat de président des États-Unis après avoir battu le républicain démocrate DeWitt Clinton soutenu par le Parti fédéraliste.

- 13 - 14 novembre : victoire russe bataille de Smoliani en Biélorussie[4].

- 15-17 novembre : bataille de Krasnoï[5], victoire stratégique de Napoléon qui sauve l'essentiel de son armée.

- 20 novembre, États-Unis, frontière St. Lawrence-Lac Champlain : bataille du moulin de Lacolle. Défaite des Américains qui tentent de capturer Lacolle (Québec).

- 25 novembre : le prêtre et chef rebelle mexicain José María Morelos entre à Oaxaca après avoir défait les troupes royales mexicaines[6]. Il prend possession de vastes territoires entre 1812 et 1814.

- 26 - 28 novembre : passage de la Bérézina[7]. La Grande Armée rentre décimée (moins de 50 000 soldats rescapés) et pratiquement dépourvue de chevaux.

- 28 novembre, Campagne du Niagara : les Américains attaquent la rive ouest du Niagara à Frenchman's Creek, au nord de Fort Erie, (Ontario), mais ils ne gardent pas leur position.

## Naissances
- 15 novembre : Aimé-Victor-François Guilbert, cardinal français, archevêque de Bordeaux († 15 août 1889).
- 23 novembre : Louis Adam (mort en 1865), ouvrier et militant républicain, puis communiste
- 24 novembre : Xavier Hommaire de Hell (mort en 1848), ingénieur, géologue et géographe français.
- 30 novembre : Auguste Duméril (mort en 1870), zoologiste français.

## Décès
- 17 novembre : Edward Jerningham (né en 1727), poète dramatique anglais.